# 寮塘乡
寮塘乡是江西省安福县下辖的一个乡，距县城13公里。

## 行政区划
下辖以下地区：
寮塘村、思塘村、口塘村、小水村、荆山村、谷口村、龙佳村、岗口村、官田村、株木江村、东岸村、沥塘村、竹山村、冻边村、陂下村、社洲村、西边村和蒙潭村。